# アストラ (ミサイル)
アストラ（ヒンディー語: अस्त्र प्रक्षेपास्त्र, 英: Astra）は、インドの防衛研究開発機関（DRDO）が開発している中距離空対空ミサイルである。アストラとはサンスクリットで「飛び道具、矢」を意味する。
誘導方式としては、中間航程においては慣性航法（INS）に指令誘導を併用 、終末航程においてはアクティブ・レーダー・ホーミング（ARH）方式が用いられる。発射プラットフォームとしてはテジャス、Su-30MKI、ミラージュ2000、MiG-29が想定されている。
2003年5月、まず誘導・制御装置をもたない模擬弾による試射が成功裡に実施された。その後、2009年には上記2モードに対応した誘導装置の試験が開始されたが、2010年1月に行われた試射は失敗した。その後、2010年6月の悪天候下試射は成功しており、2011年5月現在においても開発は進められている。
2022年、インド空軍向けに200発、インド海軍向けに48発のミサイルと関連装備が発注された。2024年8月には、インド空軍が200発を追加発注している。